# Ricardo Moar
Ricardo Moar Ríos (* 20. September 1953 in Ordes, Provinz La Coruña) ist ein spanischer Fußball-Funktionär.

## Leben
Moar lebte von 1960 bis 1971 in Lippstadt und kehrte anschließend mit seinen Eltern nach La Coruña zurück. Anschließend war er von 1971 bis 1987 für Deportivo La Coruña und Real Valladolid als Profi aktiv und absolvierte 344 Erst- und Zweitliga-Spiele. Danach war er vier Jahre lang als Autoverkäufer tätig. Anschließend wurde er Torwarttrainer und war ab 1994 bei Deportivo La Coruña als Technischer Direktor beschäftigt. Am 1. Juli 2002 wurde er Sportdirektor beim deutschen Bundesliga-Aufsteiger Hannover 96. Die Verpflichtung von Ilja Kaenzig zum 1. Juli 2004 führte dazu, dass Moar in seinen Kompetenzen beschnitten wurde und schließlich „nur“ noch als Scout fungierte. Nach langem Hin und Her gab Klubchef Martin Kind am 22. Juli 2004 die einvernehmliche Trennung bekannt. Moar arbeitete seit dem 23. August 2004 wieder für Deportivo La Coruña.
Seit Beginn der Saison 2011/2012 ist Moar als „Gestion Deportiva“ des andalusischen Clubs FC Cadiz tätig.